# Delegación del Gobierno contra la Violencia de Género
La Delegación del Gobierno contra la Violencia de Género (DGVG) de España es el órgano directivo del Ministerio de Igualdad, adscrito a la Secretaría de Estado de Igualdad y contra la Violencia de Género, al que le corresponde proponer la política del Gobierno de la Nación contra las distintas formas de violencia contra las mujeres e impulsar, coordinar y asesorar en todas las medidas que se lleven a cabo en esta materia.

## Historia
La Delegación del Gobierno contra la Violencia de Género fue prevista en 2004 durante la primera legislatura del presidente José Luis Rodríguez Zapatero por medio de la Ley Orgánica de Medidas de Protección Integral contra la Violencia de Género y bajo la denominación de Delegación Especial del Gobierno contra la Violencia sobre la Mujer. Integrada en el Ministerio de Trabajo y Asuntos Sociales, se constituyó oficialmente por Real Decreto de 4 de marzo de 2005, con rango de dirección general. Su primera titular fue Encarnación Orozco.
En abril de 2008 se renombró como Delegación del Gobierno para la Violencia de Género y se adscribió al nuevo Ministerio de Igualdad, a través de la Secretaría General de Políticas de Igualdad. Se estructuraba en dos subdirecciones generales, una de Planificación y Coordinación Interinstitucional y otra de Prevención y Gestión del Conocimiento sobre la Violencia de Género.
En 2010 desapareció el Ministerio de Igualdad y sus competencias fueron transferidas al Ministerio de Sanidad, con la misma estructura, y se mantuvo en este departamento hasta 2018, cuando el nuevo gobierno transfirió las competencias de igualdad al Ministerio de la Presidencia encabezado por la vicepresidenta Carmen Calvo, que quería dichas competencias al ser una de las grandes defensoras de la igualdad entre hombres y mujeres dentro del Partido Socialista.
En 2020, se restableció el Ministerio de Igualdad, integrándose la delegación en éste y renombrándose como Delegación del Gobierno contra la Violencia de Género.

## Estructura
De la Delegación del Gobierno dependen los siguientes órganos:
- La Subdirección General de Coordinación Interinstitucional en Violencia contra las Mujeres, a la que corresponde el impulso de la aplicación de la perspectiva de género de las medidas destinadas a luchar contra las formas de violencia contra las mujeres, velando para que, en su aplicación, se tengan en cuenta las necesidades y demandas específicas de las víctimas y sus hijos menores de edad a su cargo, con especial atención a las a las diferentes necesidades bajo un enfoque interseccional; el fomento, impulso, aplicación, seguimiento y evaluación, en colaboración con las distintas Administraciones Públicas y departamentos ministeriales competentes, de las medidas previstas en el Pacto de Estado contra la Violencia de Género y sus posibles renovaciones; la promoción de la coordinación y la colaboración entre las instituciones, Administraciones Públicas y departamentos ministeriales competentes para prevenir y combatir todas las formas de violencia contra las mujeres, mediante los instrumentos jurídicos y de colaboración adecuados y la elaboración de estrategias, planes y protocolos de actuación; el impulso de acciones contra la violencia machista desde perspectivas innovadoras, considerando los desafíos que suponen la creciente digitalización, la emergencia de la inteligencia artificial y la detección de casos de violencia contra las mujeres y las niñas a una edad cada vez más temprana; la coordinación institucional en materia de trata de mujeres y niñas con fines de explotación sexual, sin perjuicio de las competencias en la materia de otros departamentos ministeriales y organismos públicos; y la participación y el mantenimiento de las relaciones que procedan en el ámbito internacional, sin perjuicio de las competencias encomendadas a la Secretaría General Técnica.
- La Subdirección General de Sensibilización, Prevención y Estudios de la Violencia contra las Mujeres, a la que corresponde la sensibilización social y la prevención de todas las formas de violencia contra las mujeres, impulsando para ello la formación de los colectivos profesionales y de la sociedad civil en igualdad, conforme a lo previsto en el Pacto de Estado contra la Violencia de Género, y realizando campañas de información y sensibilización, garantizando su acceso a todas las personas con necesidades especiales y, particularmente, de las personas con discapacidad; el fomento, la aplicación, seguimiento y evaluación de las medidas previstas en el Convenio del Consejo de Europa sobre prevención y lucha contra la violencia contra la mujer y la violencia doméstica; la realización, promoción y difusión de informes, estudios e investigaciones sobre cuestiones relacionadas con todas las formas de violencia contra las mujeres; el diseño, elaboración y permanente actualización de un sistema de información sobre la base de la recogida, análisis y difusión de datos relativos a la violencia contra las mujeres procedentes de las Administraciones Públicas y de otras entidades, al objeto de permitir el adecuado conocimiento de la situación, la planificación, la evaluación y el grado de efectividad de las medidas implantadas, coordinándose a tal fin con el Instituto Nacional de Estadística, con el Centro de Investigaciones Sociológicas y con el resto de entidades implicadas en la materia; la promoción de la colaboración y participación de las entidades, asociaciones y organizaciones que, desde la sociedad civil, actúan contra todas las formas de violencia contra las mujeres para la programación y puesta en práctica de mecanismos y actuaciones tendentes a erradicarla, así como la realización de las funciones de secretaría del Observatorio Estatal de Violencia sobre la Mujer

### Red Nacional de Unidades de Coordinación y de Violencia sobre la Mujer
La Delegación del Gobierno gestiona la Red Nacional de Unidades de Coordinación y de Violencia de Género, un conjunto de unidades integradas en las Delegaciones del Gobierno, Subdelegaciones del Gobierno y Direcciones Insulares para la ejecución territorial de la política del Gobierno de la Nación en materia de violencia de género.

#### Unidades de Violencia sobre la Mujer
Estas unidades se integran en las Subdelegaciones y Direcciones Insulares y, dentro de la provincia o isla en la que se encuentren, se encargan de:
- Seguimiento y coordinación de los recursos y servicios de la Administración General del Estado para la atención de las situaciones de violencia de género en el territorio.
- Colaboración con las administraciones autonómicas y locales competentes en materia de violencia de género.
- Seguimiento personalizado de cada situación de violencia de género.
- Actuaciones en relación con las víctimas mortales por violencia de género.
- Participación en las campañas de información, sensibilización y prevención de la violencia de género. Intervención en el marco del Plan Director para la Mejora de la Convivencia y Seguridad Escolar.
- Promoción y colaboración en la formación y especialización de profesionales.
- Seguimiento de los recursos y servicios de la Administración General del Estado para la atención de las situaciones de trata de mujeres con fines de explotación sexual, así como la colaboración con las administraciones autonómicas y locales en este asunto.
- Seguimiento de los recursos y servicios de la Administración General del Estado para la atención de otras formas de violencia contra las mujeres (mutilación genital femenina, matrimonios forzados, etc)
- Cualquier otra actuación que le encomiende la Delegación del Gobierno para la Violencia de Género.

#### Unidades de Coordinación contra la Violencia sobre la Mujer
Estas unidades se encuentran integradas en las Delegaciones del Gobierno de comunidades autónomas pluriprovinciales, y se encargan de:
- Dirigir y coordinar las actividades de las Unidades de Violencia sobre la Mujer existentes en el ámbito territorial de su Comunidad Autónoma.
- Tener conocimiento de las actuaciones que lleven a cabo las Unidades de Violencia de su Comunidad Autónoma para la realización de sus funciones.
- Establecer criterios de actuación en su Comunidad Autónoma para que las Unidades de Violencia sobre la Mujer funcionen de manera coordinada y uniforme. Asimismo, podrán solicitar informes a las Unidades de Violencia sobre actuaciones, reuniones, etc., siempre que lo estimen conveniente.
- Coordinar el trabajo de las Unidades de Violencia a efectos de elaborar los informes que les sean solicitados por la Delegación del Gobierno contra la Violencia de Género.
- Conocer los informes elaborados por las Unidades de Violencia sobre la Mujer que sean remitidos por éstas a la Delegación del Gobierno contra la Violencia de Género, así como a otras Instituciones y Organismos.
- Integrar la información de las actividades llevadas a cabo por las Unidades de Violencia sobre la Mujer, a efectos de elaborar la memoria anual de actividades de la Comunidad Autónoma correspondiente.
- Convocar las reuniones de coordinación necesarias con las Unidades de Violencia.

Además, las Unidades de Coordinación contra la Violencia sobre la Mujer realizan las funciones de las Unidades de Violencia en las provincias en las que no haya esta Unidad.

### Organismos adscritos
- El Observatorio Estatal de Violencia sobre la Mujer.

## Titulares
De acuerdo con la Ley Orgánica de Medidas de Protección Integral contra la Violencia de Género que crea este órgano, su titular está legitimado ante los órganos jurisdiccionales para intervenir en defensa de los derechos y de los intereses tutelados en dicha ley en colaboración y coordinación con las Administraciones con competencias en la materia.
Los titulares de la Delegación del Gobierno han sido:
1. Encarnación Orozco (2005-2008)
2. Miguel Lorente Acosta (2008-2011)
3. Blanca Hernández (2011-2017)
4. María José Ordóñez (2017-2018)[10]
5. Pilar Llop (2018-2019)[11]
6. Rebeca Palomo Díaz (2019-2020)[12]
7. María Victoria Rosell Aguilar (2020-2023)[13]
8. Carmen Martínez Perza (2023-actual)[14]

## Víctimas mortales
Mujeres víctimas mortales por violencia de género en España a manos de sus parejas o exparejas
(*) A fecha de 31 de diciembre de 2022.

Fuente: Delegación del Gobierno contra la Violencia de Género